# Pseudocordylus transvaalensis
Pseudocordylus transvaalensis — вид ящірок родини поясохвостів (Cordylidae). Ендемік Південно-Африканської Республіки.

## Поширення і екологія
Pseudocordylus microlepidotus мешкають в горах провінції Лімпопо. Вони живуть на саванах і луках та в тріщинах серед скель, на висоті від 1700 до 2000 м над рівнем моря.